# Grand lac des Enfers
Pour les articles homonymes, voir Enfer (homonymie).
Le Grand lac des Enfers est un plan d'eau douce situé dans le territoire non organisé de Lac-Pikauba, dans la municipalité régionale de comté de Charlevoix, dans la région administrative de la Capitale-Nationale, dans la province de Québec, au Canada.
Le Grand lac des Enfers constitue le principal lac de tête de la rivière de l'Enfer. Ce lac de montagne est entièrement situé en zone où la foresterie a toujours été l'activité économique prédominante. Au XIXe siècle, les activités récréotouristiques ont pris de l'essor. À cause de l'altitude, ce lac est normalement gelé de la fin octobre au début mai ; néanmoins, la période sécuritaire de circulation sur la glace est habituellement de fin novembre à avril.
Une route forestière dessert le bassin versant du Grand lac des Enfers.

## Géographie
La rivière de l'Enfer prend sa source du Grand lac des Enfers (longueur : 2,6 km en forme de banane difforme comportant quatre presqu'îles importantes ; altitude : 950 m). Ce lac est situé en zone forestière dans Lac-Pikauba et il est enclavé entre les montagnes, particulièrement les falaises de la rive Nord.
Les principaux bassins versants voisins du Grand lac des Enfers sont :
- au nord : rivière à Mars,
- à l'est : rivière de l'Enfer, rivière Malbaie,
- au sud : lac Hébert, la Bilodeau, lac Fronsac,
- à l'ouest :

L'embouchure du Grand lac des Enfers est située au fond d'une baie à l'est du lac. De là, le courant descend la rivière de l'Enfer généralement vers l'est sur 16,2 km, puis emprunte le cours de la rivière Malbaie sur 130,9 km avec une dénivellation de 716 m laquelle se déverse à La Malbaie dans le fleuve Saint-Laurent.

## Toponymie
Cette désignation toponymique a paru sur la carte régionale numéro 3-Est, (1943) (Grand, ajouté), secteur 23 N-O et sur le brouillon de la carte de Saint-Urbain, 1958-12-17, item 39 (faible partie). Lac de l'Enfer est une variante du nom officiel.
Le toponyme "Grand lac des Enfers" a été officialisé le 5 décembre 1968 à la Banque des noms de lieux de la Commission de toponymie du Québec.